# استوریفای

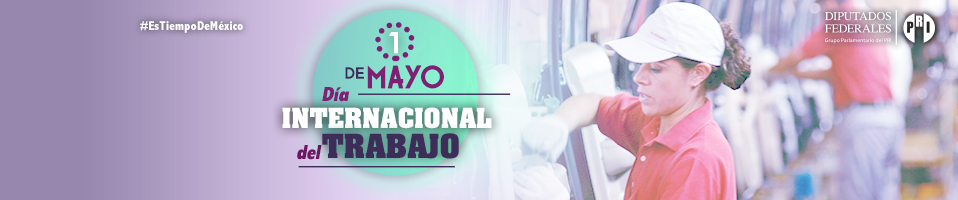
تصویری است سایت ورودی استوریفای

استوریفای (انگلیسی: Storify) وب‌سایتی است که در آن کاربران می‌توانند مطالب منتشر شده در شبکه‌های اجتماعی مختلف مانند توییتر، فیس‌بوک، اینستاگرم و همچنین تصاویر و ویدئوهای منتشر شده در اینترنت را به صورت تایم لاین (Timeline) را جمع‌آوری و منتشر کرد.
این وب‌سایت در سال ۲۰۱۰ کار خود را آغاز کرد و از آوریل ۲۰۱۱ در دسترس همگان قرار گرفته‌است.
این وب‌سایت توسط برخی از رسانه‌ها و وب‌سایت‌های مطرح دنیا مانند تلویزیون الجزیره برای پوشش واکنش‌های مختلف بر روی اینترنت مورد استفاده قرار می‌گیرد.